# Dead Man’s Wire
Dead Man’s Wire — предстоящий фильм режиссёра Гаса Ван Сента. Главные роли исполнили Билл Скарсгард и Дейкр Монтгомери.

## Сюжет
Сюжет повествует о похищении Тони Кирицисом в 1970-х годах своего банковского залогодателя и требовании денег за заложника и извинений.

## В ролях
- Билл Скарсгард — Тони Кирицис[англ.]
- Дейкр Монтгомери — Дэн Холл

## Производство
Изначально в разработке находилась экранизация фильма, к проекту были привлечены Вернер Херцог и Николас Кейдж.
В декабре 2024 года стало известно, что Гас Ван Сент станет режиссёром, автором сценария — Остин Колодни, а Билл Скарсгард и Дейкр Монтгомери исполнят главные роли. Продюсерами фильма выступили компании Elevated Films и Balcony 9 Productions. Среди продюсеров — Кассиан Элвес, Джоэл Дэвид Мур, Том Кулливер, Сэм Прессман, Марк Амин, Реми и Нур Алфаллах, Андреа Буко, Мэтт Мерфи и Пола Пайзес.
Основные съёмки проходили в Луисвилле, штат Кентукки, в январе 2025 года.